# Winfried Fauser
Winfried Fauser (* 17. Februar 1931 in Bochum) ist ein deutscher katholischer Theologe und Bibliothekar. Von 1968 bis 1975 leitete er die Bibliothek der Philosophisch-Theologischen Hochschule Sankt Georgen.

## Leben und Wirken
Winfried Fauser studierte Katholische Theologie, Philosophie, Geschichte und Historische Hilfswissenschaften an den Universitäten München, Frankfurt/M. und Bonn. Bereits 1951 trat er in den Jesuitenorden ein. Nach seinen Lizenziatsprüfungen 1957 (Philosophie) bzw. 1962 (Theologie) und der Priesterweihe im Jahre 1961 promovierte er 1968 an der Universität Bonn. Bereits 1957 war er in die Ausbildung für den höheren Bibliotheksdienst an der Bayerischen Staatsbibliothek eingetreten, wo er 1958 die Fachprüfung hierfür ablegte. 1968 übernahm er die Leitung der Bibliothek der Philosophisch-Theologischen Hochschule Sankt Georgen; dieses Amt hatte er bis 1975 inne. Von 1974 bis 1996 war er wissenschaftlicher Mitarbeiter des Albertus-Magnus-Instituts in Bonn und widmete sich dort der Herausgabe der Werke des Albertus Magnus. Seit 1996 ist er Mitglied der Commissio Leonina in Paris, die sich der Edition der Werke des Thomas von Aquin widmet.

## Schriften
- Der Kommentar des Radulphus Brito zu Buch III De anima. Kritische Edition und philosophisch-historische Einleitung  (= Beiträge zur Geschichte der Philosophie und theologie des Mittelalters, N.F., Bd. 12). Aschendorff, Münster 1974, ISBN 3-402-03907-9 (Dissertation Universität Bonn).
- Die Werke des Albertus Magnus in ihrer handschriftlichen Überlieferung. Bd. 1: Die echten Werke. Aschendorff, Münster 1982, ISBN 3-402-03990-7.
- Albertus-Magnus-Handschriften. In: Bulletin de philosophie médiévale, Bd. 24 (1982) bis Bd. 27 (1987), S. 115–129 (Bd. 24), S. 100–120 (Bd. 25), S. 127–151 (Bd. 26) u. S. 111–151 (Bd. 27).
- (Hrsg.): Albertus Magnus, Heiliger / Opera omnia. Bd. 17,2: De causis et processu universitatis a prima causa. Aschendorff, Münster 1993, ISBN 3-402-03020-9.
- Albert the Great's commentary on the liber de causis. In: Bulletin de philosophie médiévale, Bd. 36 (1994), S. 38–44.